# Villa Tempe a païa
La villa Tempe a païa (ou Tempe a pailla) est une villa de la Côte d'Azur construite au 187, route de Castellar à Menton dans les Alpes-Maritimes, en France. C'est un exemple de l’architecture moderniste des années 1930. Elle est conçue par la décoratrice et architecte Eileen Gray à partir de 1931 et construite en 1934. 

## Construction
Pendant qu'elle construit la villa E-1027 à Roquebrune-Cap-Martin, Eileen Gray achète un terrain sur les hauteurs de Menton sur la route de Castellar.
L'acte de vente est signé avec un fermier le 24 avril 1926. Eileen Gray achète aussi une parcelle avec 73 citronniers de l'autre côté de la route pour éviter que de futures constructions lui gâchent la vue. En 1932, elle achète aussi un petit vignoble voisin.
Eileen Gray commence à peindre en blanc un cabanon préexistant et le baptise le Bateau blanc. Mais quelques mois plus tard, elle le détruit pour construire une demeure moderne qui sera une maison pour la réflexion et le travail, contrairement à E-1027 qui était consacrée à la détente.
Trois réservoirs d'eau présents permettent de surélever sa construction. Le premier devient un garage, le deuxième un cellier accessible depuis la salle à manger. Le troisième conserve sa fonction originale.
La maison se compose essentiellement d'un niveau unique en étage avec un living-room prolongé par une terrasse, une salle à manger, deux chambres à coucher séparées par un petit vestibule, une salle de bains et une cuisine. On pénètre dans la maison par le jardin, un escalier extérieur et la terrasse. Une chambre supplémentaire se trouve en rez-de-route.
Eileen Gray conçoit aussi l'ameublement intérieur en privilégiant l'aspect pratique, la modernité et l'intégration dans l'architecture pour utiliser au mieux tout l'espace. Une bonne partie est fabriquée par des entreprises locales. Des éléments de la décoration intérieures sont mobiles et proviennent de l'industrie.
Dans le plafond de la chambre à coucher se trouve une ouverture circulaire fermée par un disque qu'il est possible d'actionner mécaniquement depuis le lit pour augmenter ou diminuer l'intensité de lumière.
La maison est achevée en 1934. Son nom provient d'une expression populaire mentonnaise : Tempe a paia, u nespoure mahuran (le temps et la paille font mûrir les nèfles). Son aménagement se poursuit jusqu'en 1939.

## Après la Seconde Guerre mondiale
Avec la Seconde Guerre mondiale, Eileen Gray quitte Menton pour Saint-Tropez ou Paris.
En 1944, elle retrouve la maison qui a été complètement pillée et retourne à Paris. Elle y revient en 1950 pour la restaurer, ce qui s'avère difficile en raison du manque des matériaux nécessaires. Elle réalise aussi des aménagements tels que l'ajout de terrasses ou le remplacement des volets et de la porte du garage.
Elle termine ces aménagements en 1953, mais n'a plus envie d'y vivre et retourne à Paris.
Le peintre Graham Sutherland (1903-1980) et son épouse rachètent la maison en 1954. 
La villa avec son jardin et son terrain sont inscrits au titre des monuments historiques par arrêté du 22 janvier 1990 avec pour nom Tempe a pailla et la traduction avancée comme étant «le temps de bailler».
Dans le cadre de l'exposition sur Eileen Gray au Musée national d'art moderne et contemporain (Beaubourg, Paris) en 2013, une vidéo est réalisée sur la villa Tempe a païa.